# Haiger
Haiger é uma cidade alemã, relativamente pequena e pertencente ao Estado de Hessen no distrito de Lahn-Dill. A cidade encontra-se próxima da divisa com o Estado Nordrhein-Westfalen (Renânia do Norte-Vestfália). Geograficamente Haiger fica entre duas grandes cidades da Alemanha: a aproximadamente 103 km de Frankfurt e a 112 km de Colônia.

## História
Haiger é a cidade mais antiga do distrito no qual ela está localizada. Pessoas marcantes da história alemã, tais como: Johann Wolfgang von Goethe, Friedrich Schiller e Gotthold Ephraim Lessing já visitaram a cidade, devido a isso algumas ruas de Haiger contém os nomes dos mesmos. No dia 8 de Maio de 1728 o centro de Haiger foi completamente destruído devido a uma explosão. Em pouco tempo, o fogo consumiu várias casas e as demais construções do pequeno vilarejo. Na época, até mesmo a igreja foi afetada pelo desastre. Devido a uma rápida ajuda dos estados e das cidades vinzinhos(as), assim como um genroso apoio da Princesa Isaballa a cidade foi reerguida após algum tempo.

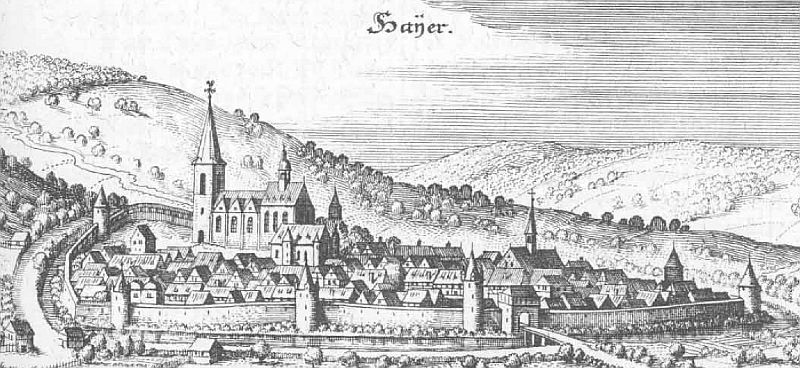
Haiger em 1655. Desenho: Matthäus Merian.

## Eventos anuais
- Altstadtfest - A Festa da Velha Cidade (Julho)
- Drachenfest - Festa de pipas (Outubro)
- Lukasmarkt - Feira do Lucas (Outubro)
- Pfingstmarkt - Feira de Pentecostes (Junho)
- Rothaarsteig-Wandertag - (Outubro)
- Weihnachtsmarkt - Mercado de Natal (Dezembro)

## Educação

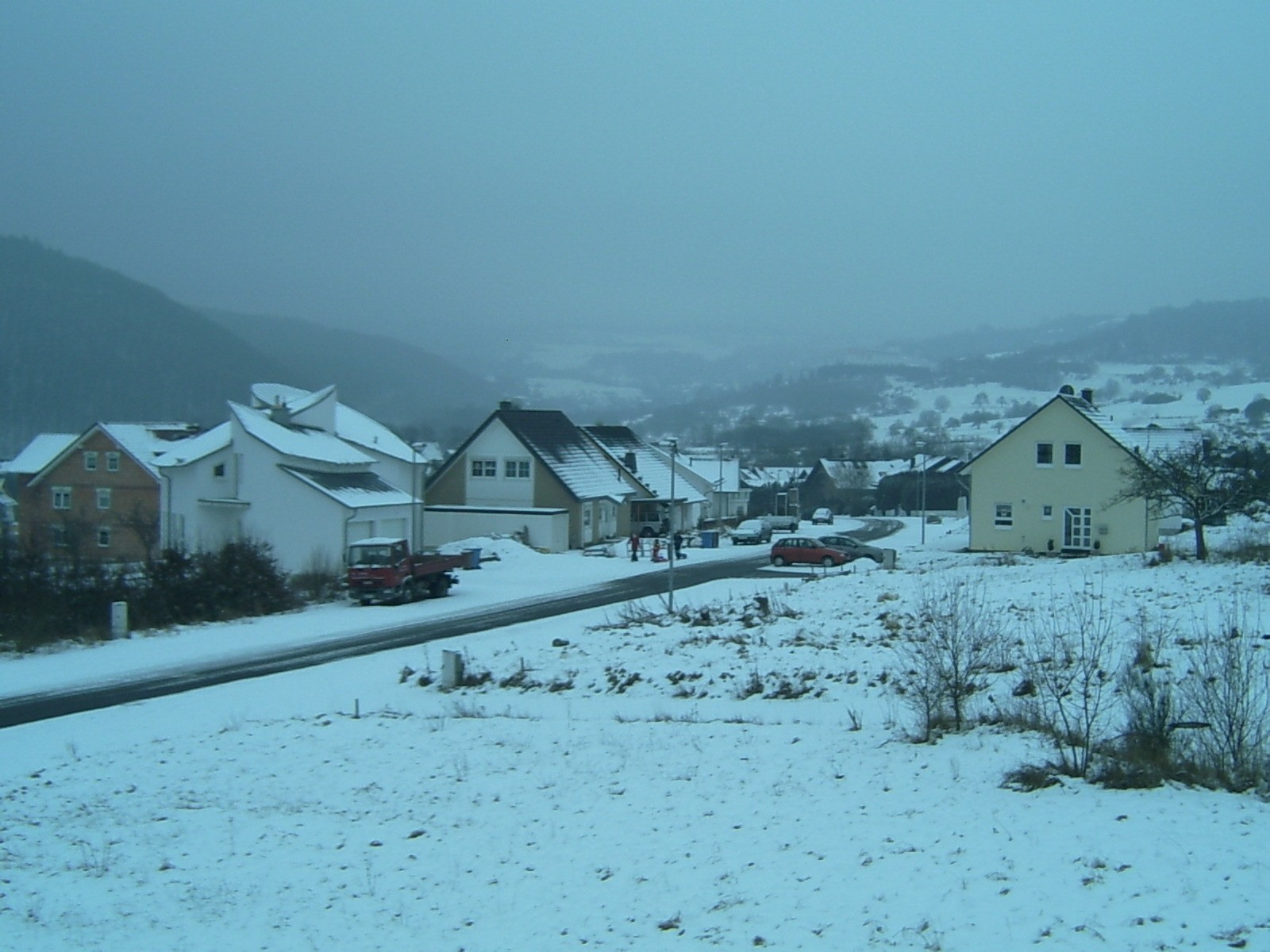
Fahler, uma rua de Haiger durante o inverno.

- Budenbergschule - Escola especial/diferenciada
- Grundschulen - Escola para as cidades: Allendorf, Dillbrecht, Haiger, Langenaubach, Roßbachtal e Sechshelden
- Kindergarten - Jardim Infantil (Maternal)
- Johann Textor Schule - Escola Johann Textor

## Museus
- Leinen- und Spitzenmuseum Seelbachstraße
- Heimatmuseum am Marktplatz (Museu do Lar)